# Peraboa

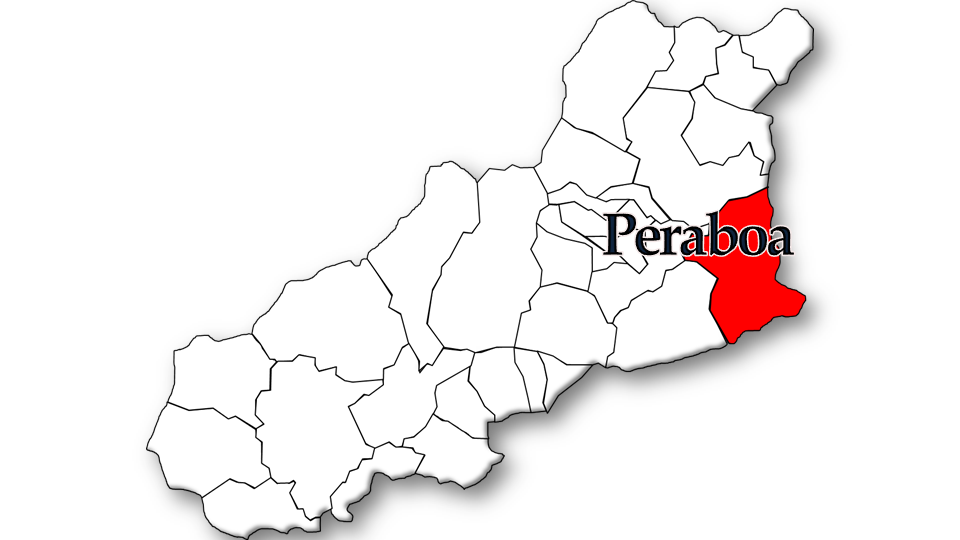
Localização da freguesia no Município da Covilhã

Peraboa é uma povoação portuguesa sede da Freguesia de Peraboa do Município da Covilhã, freguesia com 27,2 km² de área e 817 habitantes (censo de 2021), tendo, por isso, uma densidade populacional de 30 hab./km².

## Localização
A Freguesia de Peraboa confronta com as freguesias de Ferro, Boidobra e Canhoso, a oeste, Teixoso a norte, Belmonte e Colmeal da Torre e Caria, a este, e Capinha, a sul.

## Lugares
Além da sede, a Freguesia de Peraboa engloba os seguintes lugares: Castanheira de Baixo, Castanheira de Cima, Lomba do Freixo, Quintas da França e Quintas da Serra. 

## Demografia
A população registada nos censos foi:
| Distribuição da População por Grupos Etários | Distribuição da População por Grupos Etários | Distribuição da População por Grupos Etários | Distribuição da População por Grupos Etários | Distribuição da População por Grupos Etários |
| -------------------------------------------- | -------------------------------------------- | -------------------------------------------- | -------------------------------------------- | -------------------------------------------- |
| Ano                                          | 0-14 Anos                                    | 15-24 Anos                                   | 25-64 Anos                                   | > 65 Anos                                    |
| 2001                                         | 164                                          | 135                                          | 514                                          | 259                                          |
| 2011                                         | 109                                          | 100                                          | 468                                          | 276                                          |
| 2021                                         | 73                                           | 68                                           | 378                                          | 298                                          |

## Economia
A economia local caracteriza-se por prevalência de indústrias ligadas à pequena serralharia, construção civil e indústria dos laticínios.  Existem ainda pequenos artesãos que estão ligados à área da latoaria, carpintaria e lanifícios. 
No comércio encontram-se algumas mercearias e alguns estabelecimentos de restauração de dimensão reduzida, padaria, e pequena farmácia que garantem
o sustento da comunidade local. 
A agricultura em Peraboa está ligada ao auto-consumo familiar e à produção para mercado, encontram-se na freguesia diversas áreas que em tempos foram
locais de produção agrícola intensa e ainda hoje são zonas agrícolas ativas: a Quinta do Pereiro onde a produção de vinho é relevante, a Quinta da França que por sua vez está vocacionada para a produção de gado (caprino e bovino), e a Quinta da Rata para a produção de leite.
Na aldeia de Castanheiras assiste-se à prevalência da agricultura e pastorícia como atividade principal. 

## Urbanismo
A freguesia de Peraboa caracteriza-se por possuir uma estrutura linear curvilínea visto que o seu aglomerado se desenvolveu ao longo de um eixo
viário, as construções aparecem modeladas segundo a via que atravessa a aldeia, e é a partir dessa via principal que nascem diversas ramificações
constituídas por ruelas mais íngremes e sinuosas.

## Património
A aldeia de Peraboa tem alguns monumentos de relevância histórica como são:
- Igreja Matriz;
- Capela de Nossa Senhora das Preces;
- Casa Paroquial de Peraboa ou Casa do Duque de Lafões e Pombal;
- Fonte Velha;
- Capela do Espírito Santo;
- Quinta da França.

## Clima
A localização da freguesia de Peraboa na Beira Interior e o seu afastamento relativamente ao oceano traduz-se num clima com significativas amplitudes térmicas diárias e anuais. No Verão o clima é quente e seco, enquanto no Inverno é frio e húmido.

## Geologia
A freguesia está situada numa colina rodeada por uma zona planítica, sendo confrontada a sul com uma zona montanhosa conhecida como Serra do
Pereiro.
A superfície da freguesia encontra-se a uma cota média de 500m.
Ao nível da constituição do solo o lugar é predominantemente constituído por rochas graníticas (sendo este o material que mais prevalece na arquitectura da freguesia), também se encontram algumas rochas de formação sedimentar.

## Hidrologia
Peraboa apresenta como cursos de água principais o Rio Zêzere, que delimita parte da freguesia a norte, é atravessada pela Ribeira de Caria, que intersecta o Zêzere no ponto mais a Oeste dos limites da freguesia, e outros cursos de água de menor caudal tais como a Ribeira das Inguias, Ribeira de St. Antão, a Ribeira da Pontinha, etc.
Existem barragens associadas a um uso maioritariamente agrícola tais como: a da Quinta do Pereiro, a da Quinta da Lameira, e as das Quintas do Sr. José Madeira.
A freguesia vai futuramente beneficiar do Plano de Regadio para a Cova da Beira, que se encontra atualmente em construção, só sendo contemplados os
terrenos da área da freguesia que se encontrem a uma cota inferior a 30 metros relativamente ao caudal do canal de regadio.

## Flora
A freguesia possui uma vegetação ao nível de espécies arbóreas constituída principalmente por: árvores de pomar, oliveiras, castanheiros e alguns
medronheiros. É ainda abundante o cultivo da vinha, e dos cereais tais como o centeio e aveia. 